# داون (صحيفة)
داون أو الفجر (بالإنجليزية: Dawn)‏ هي أقدم وأكثر صحيفة باكستانية ناطقة باللغة الإنجليزية إنتشاراً. تعتبر واحدة من أكبر ثلاث صحف يومية باللغة الإنجليزية في باكستان.
أسس الصحيفة القائد الزعيم محمد علي جناح في دلهي في الهند البريطانية، في أكتوبر 1941. وكانت الناطقة باسم العصبة الإسلامية في الهند. للصحيفة ثلاث مكاتب رئيسية في البلاد: في كراتشي، ولاهور، وإسلام أباد.